# Autoroute 50 (Québec)
L'autoroute 50 (A-50) est une autoroute interurbaine québécoise desservant les régions de l'Outaouais et des Laurentides. Elle est le principal lien routier entre la grande région de Montréal et Gatineau sur la rive nord de la rivière des Outaouais. Sa longueur totale est de 158 kilomètres. Son tracé est parallèle à la rivière des Outaouais.
Le 28 avril 2023, le gouvernement annonce que l’A-50 sera renommée l’Autoroute Guy-Lafleur, en l'honneur de Guy Lafleur,. La nouvelle est officiellement annoncée le 4 mai à Thurso, la ville natale de Lafleur, lors d'une cérémonie d'inauguration.

## Description
Jusqu'en novembre 2012, il y avait deux sections distinctes de l'autoroute séparées d'environ 50 kilomètres; la section ouest, nommée Autoroute de l'Outaouais, et la section est, simplement nommée Autoroute 50. Depuis novembre 2012, ces deux sections sont maintenant réunies en une seule, grâce à l'ouverture à la circulation du dernier tronçon, reliant Lochaber (sortie 187) et Grenville-sur-la-Rouge (sortie 239).
Il a été suggéré, en 2002, que l'autoroute soit nommée en l'honneur de Maurice Richard, un joueur de hockey des Canadiens de Montréal. Cependant, la Commission de toponymie du Québec n'a pas encore rendu une décision finale malgré le fait que les travaux d'aménagement soient maintenant terminés.

### Autoroute de l'Outaouais

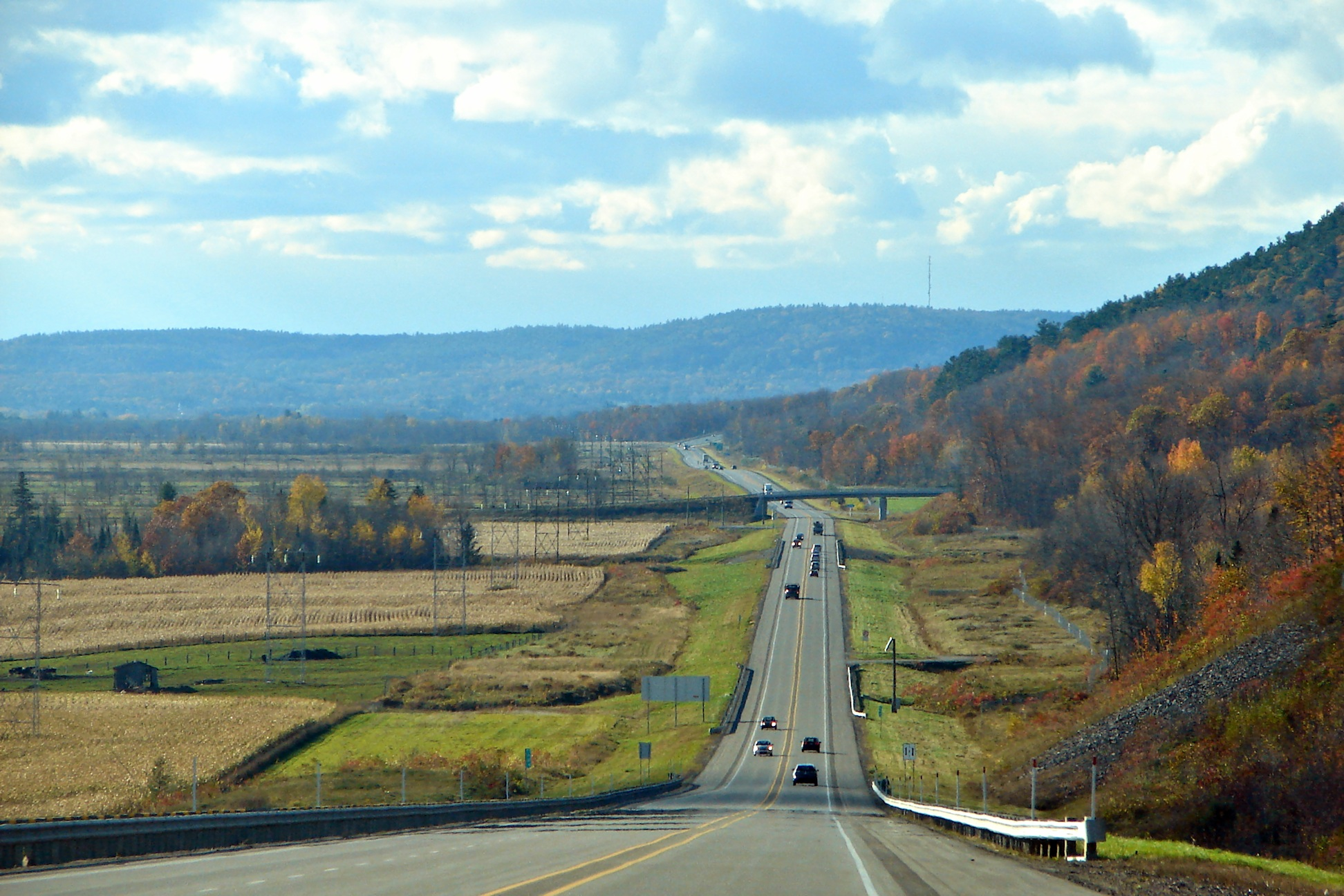
Autoroute 50 près de la limite Laurentides / Outaouais (Grenville-sur-la-Rouge / Fassett) tout juste à l'ouest du viaduc de la Montée Boucher.

L'Autoroute de l'Outaouais s'étend sur environ 106 kilomètres, le long de la rive nord de la rivière des Outaouais. Son extrémité ouest, balisée kilomètre 134, se situe sur la rue Montcalm, dans le centre-ville du secteur Hull de la ville de Gatineau. De là, elle s'oriente vers le nord en longeant le ruisseau de la Brasserie. Un demi-kilomètre plus loin, elle enjambe le boulevard des Allumetières et commence un multiplex avec la route 148. Au kilomètre 135, elle croise l'A-5 aux abords du Lac de la Brasserie et du Lac Leamy. Elle traverse ensuite la rivière Gatineau via le pont des Draveurs avant de croiser, au kilomètre 139, le boulevard Maloney en direction de centre-ville du secteur Gatineau. Le chevauchement avec la route 148 se termine à cette jonction. Au kilomètre 141, sur le site d'un potentiel échangeur avec l'Autoroute Deschênes, elle adopte une orientation est-ouest à l'aide d'une courbe à 90 degrés, orientation qu'elle conservera sur tout le reste de son parcours, à l'exception de quelques kilomètres, à l'est de l'ancienne ville de Buckingham. Elle passe d'une autoroute à quatre voies et doubles chaussées à une autoroute à deux voies et une seule chaussée à l'est de la sortie 166. Entre les kilomètres 190 et 212, trois courtes sections, dont une d'environ 4 kilomètres, sont construites à quatre voies, sur des chaussées séparées d'un muret de type Jersey. La section dite « autoroute de l'Outaouais » se termine dans la région touristique des Laurentides, à la hauteur du viaduc de la Montée Boucher à Grenville-sur-la-Rouge.
La section la plus achalandée de l'Autoroute de l'Outaouais est le tronçon situé entre l'A-5 et le boulevard Maloney à Gatineau (km 135 à 139) avec un débit journalier moyen annuel (DJMA) de 108 000 véhicules.

### Autoroute 50 - Laurentides
La section laurentienne de l'A-50 débute à la limite ouest de Grenville-sur-la-Rouge (viaduc de la montée Boucher près du kilomètre 221,5) et s'échelonne sur environ 71 kilomètres jusqu'à la route 117 à Mirabel, au kilomètre 292. Entre les kilomètres 254 et 260, soit entre la route 148 et la route 329, elle est une autoroute standard à quatre voies, et à chaussées séparées; ce court tronçon, construit en 1975, le fut à titre de voie de contournement du centre-ville de Lachute. Elle revient ensuite avec une seule chaussée jusqu'à l'Aéroport de Mirabel, à la sortie 285. Sur ce tronçon, il y a deux passages à niveau. Aussi, jusqu'en octobre 2016, il y avait deux accès au parc industriel de l'aéroport de Mirabel (intersections à niveaux) qui ne respectaient pas les normes autoroutières. Des travaux ont été réalisés pour éliminer ces intersections avec les rues accédant au parc industriel .
Entre la sortie 285 et son extrémité est, elle est une autoroute standard à quatre voies à chaussées séparées. Elle croise l'A-15 au kilomètre 291.
Le DJMA le plus élevé sur cette section est de 26 000 véhicules, entre la sortie 288 (boulevard Henri-Fabre) et l'A-15.

## Historique
L'autoroute 50 a été proposée par Oswald Parent, député libéral de la circonscription de Hull, et ce dès 1962. En 1970, la construction de l'autoroute est annoncée par le premier ministre Jean-Jacques Bertrand, de l'Union nationale[source insuffisante], pour relier l'Outaouais et les Laurentides en passant par l'Aéroport international Montréal-Mirabel. Elle a aussi été créée pour relier ce nouvel aéroport international à la ville d'Ottawa[réf. nécessaire]. Le plan original prévoyait la construction d'une autoroute de plus de 400 kilomètres qui aurait relié la frontière ontarienne, dans le secteur de L'Isle-aux-Allumettes, près de Pembroke, à Saint-Gabriel-de-Brandon, au nord de Berthierville, en passant par Gatineau, Saint-Jérôme et ce, parallèlement aux routes 8 et 41 (les actuelles routes 148 et 158). Les numéros de sorties sont d'ailleurs attribués en fonction de ce plan original.
Avec les années, la volonté et la nécessité de réaliser le projet original diminuèrent grandement. L'ouverture de l'aéroport d'Ottawa, le transfert des vols de Mirabel vers Dorval et un manque de financement conduisirent à l'annulation de la section à l'ouest de Gatineau, et de celle à l'est de Saint-Jérôme .

### Gatineau

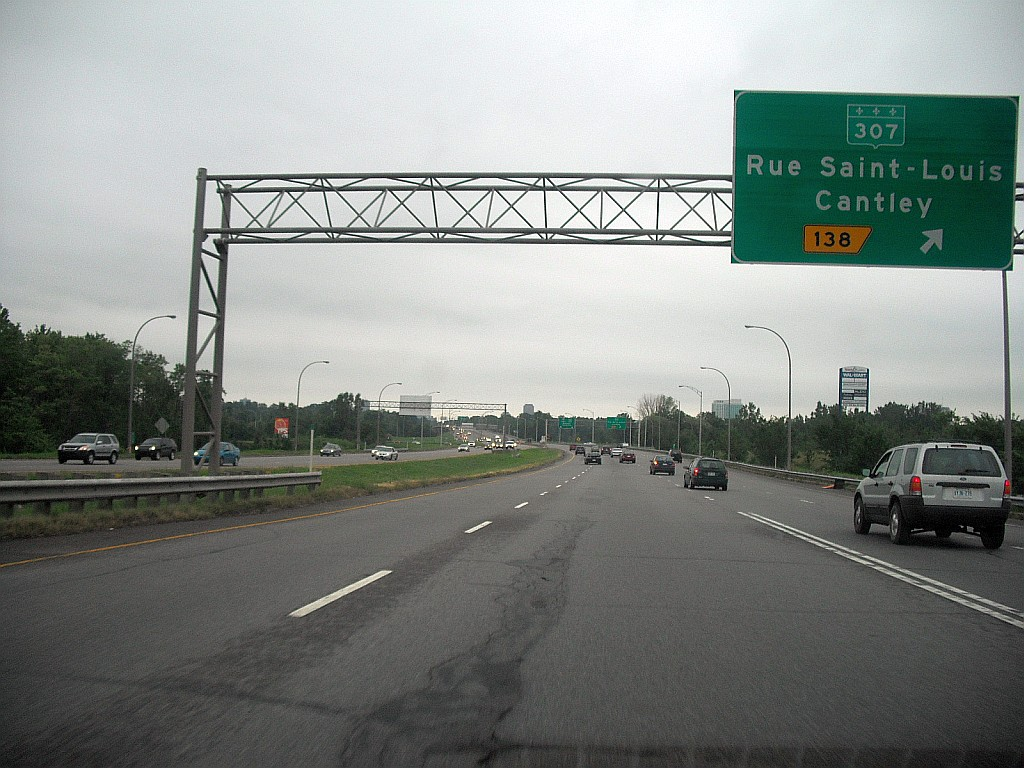
Autoroute 50 ouest en direction du centre-ville de Gatineau.

Le projet de construction d'une autoroute est-ouest dans l'actuelle ville de Gatineau, ainsi que celui d'une liaison vers Montréal, remontent aux années 1960. En 1971, deux axes autoroutiers est-ouest sont planifiés. Le premier se situe entre le chemin McConnell à Aylmer et Templeton et le second, désigné alors autoroute 50, entre Masson et Quyon en contournant les principaux pôles urbains par le nord,.
La construction d'une portion de ces deux autoroutes est annoncée en 1972, soit l'autoroute du ruisseau de la Brasserie et l'autoroute 50. La première reliera le boulevard Reboul (actuelle autoroute 5) et Davidson Corner alors que la seconde reliera Davidson Corner à Masson,. Cinq ans plus tard, en 1976, un premier tronçon de 4 kilomètres, désigné à l'époque par le numéro 550 et par le nom voie rapide de la Brasserie, est finalement mis en service entre l'A-5 et le boulevard Gréber (ancienne route 8). Ce n'est qu'en 1986 que l'autre portion des autoroutes 550 et 50 est ouverte à la circulation, soit 14 ans après l'annonce du premier projet. En 1988, l'autoroute 550 fut prolongée sur 1,5 kilomètre vers le sud entre l'A-5 et le boulevard Saint-Laurent (actuel boulevard des Allumetières). Depuis, aucun prolongement des autoroutes 50 ou 550 n'a été effectué vers l'ouest.
Dans les faits, les autoroutes 50 et 550 n'étaient qu'une seule autoroute, qui changeait de désignation sur le site d'un échangeur planifié avec l'autoroute Deschênes, soit la section ouest de l'autoroute 50 entre l'avenue Gatineau (Davidson Corner) et la route 148 à Aylmer. La désignation autoroute 550 fut d'ailleurs abandonnée à la faveur de l'autoroute 50 dans les années 1990. Présentement, l'autoroute Deschênes est toujours planifiée jusqu'à Aylmer et est numéroté par le MTQ A-550. La section à l'ouest d'Aylmer n'est plus dans les plans du MTQ. La section de la 148 à double chaussée entre Luskville et Heyworth faisait partie de ce projet.

#### Axe McConnell-Laramée

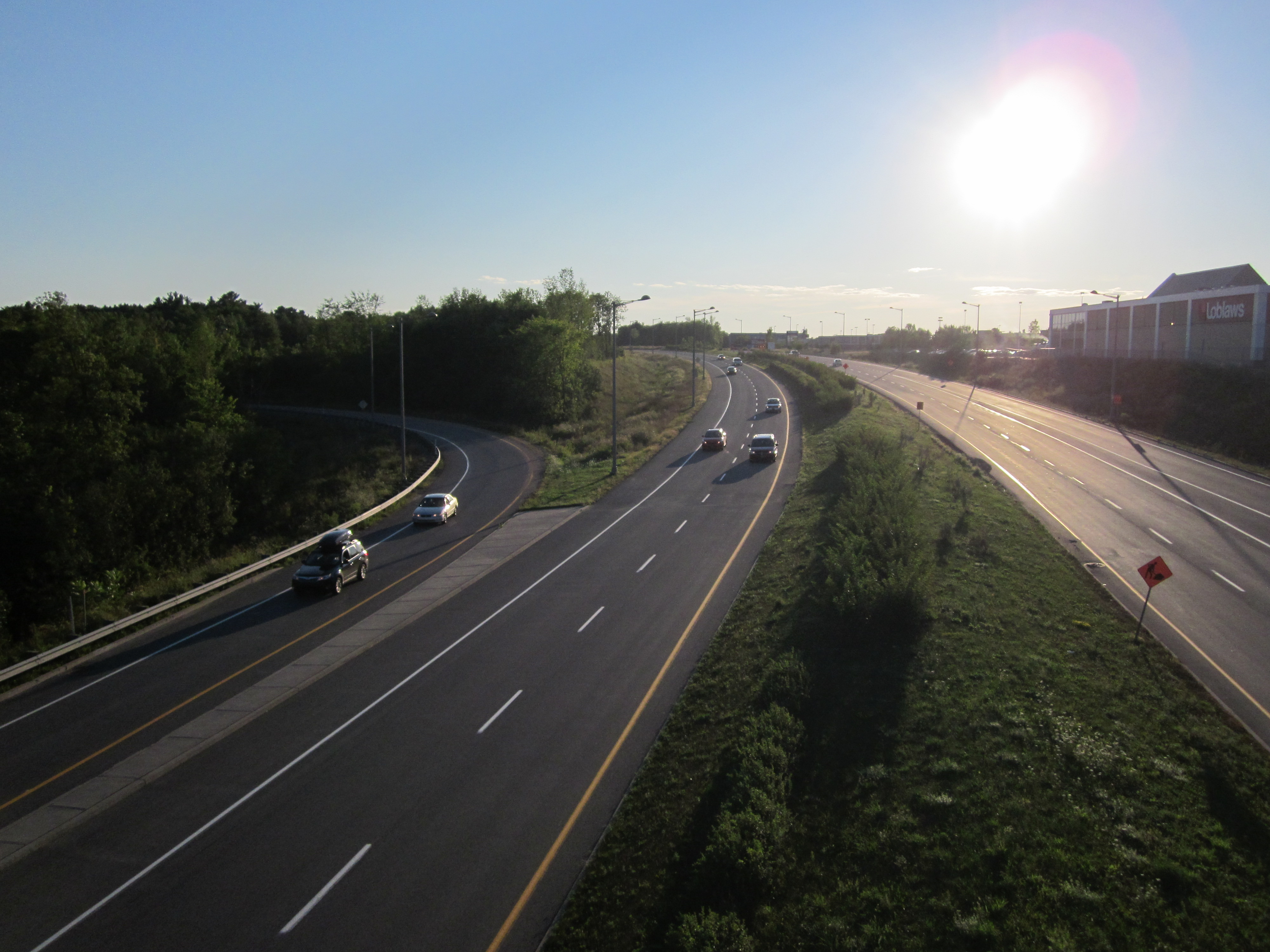
Boulevard des Allumetières en 2011, vue direction ouest depuis le viaduc Saint-Raymond.

Le second axe autoroutier est-ouest planifié dans les années 1970, le corridor McConnell-Laramée, est présentement occupé par le boulevard des Allumetières, une section de la route 148. Dans les années 1970, le MTQ prévoyait construire une autoroute dans une section de ce corridor ; des expropriations ont d'ailleurs été effectuée en ce sens. À la fin des années 1980, le MTQ proposait de construire une autoroute encaissée dans la section urbaine de cet axe, entre la fin actuelle de l'autoroute 50 et la promenade du Lac des Fées. De la promenade du Lac des Fées jusqu'au corridor Deschênes, à l'ouest de la rue Vanier, une autoroute conventionnelle était prévue. Au-delà du corridor Deschênes, dans le secteur urbain d'Aylmer, un boulevard avec intersections à niveaux était planifié.
La première et la deuxième phase de ce projet furent réalisées selon ces plans au début des années 1990. La troisième phase ce projet, la section entre l'A-50, la promenade du Lac des Fées et le boulevard Saint-Raymond  (anciennement Chemin de la Montagne), fut retardée de plusieurs années en raison, entre autres, du coût élevé d'une autoroute encaissée, de la résistance sociale et de la traversée du parc de la Gatineau, une zone protégée. Au début des années 2000, le MTQ modifia ses plans et construit un boulevard urbain à deux chaussées et quatre voies avec carrefours giratoires dans la section qui devait être une autoroute encaissée. En 2007, la dernière section de l'axe McConnell-Laramée, entre la promenade du Lac des Fées et le boulevard Saint-Raymond fut mise en service. Cette section est un boulevard de type promenade avec des échangeurs et une limite de vitesse fixée à 70 km/h.
Ainsi, le boulevard des Allumetières ressemblait grandement à une autoroute entre le boulevard Saint-Raymond et la rue Samuel-Edey. En 2011, la section nord du boulevard des Grives fut raccordé au boulevard des Allumetières par une intersection en T. Il était originellement prévu d'y construire un viaduc. Il est présentement peu probable que le boulevard des Allumetières soit utilisé dans le futur pour prolonger l'A-50 vers l'ouest.

### Gatineau - Lachute
La construction de l'A-50, entre le secteur Masson de la ville de Gatineau et Lachute, débuta en 2004 et se termina en novembre 2012.
Le Ministère des Transports du Québec (MTQ) a procédé à l'ouverture à la circulation du dernier tronçon de 18 kilomètres qu'il restait à compléter, entre Thurso et Papineauville le 26 novembre 2012 à 11 heures. Le tronçon précédent, entre Papineauville et Notre-Dame-de-Bonsecours (Montebello) a été ouvert le 15 août de la même année.
En 2019, le pont  franchissant la rivière de la Petite Nation a été nommé en l'honneur de Jean Alfred, premier député noir du Québec.

### Lachute - Mirabel

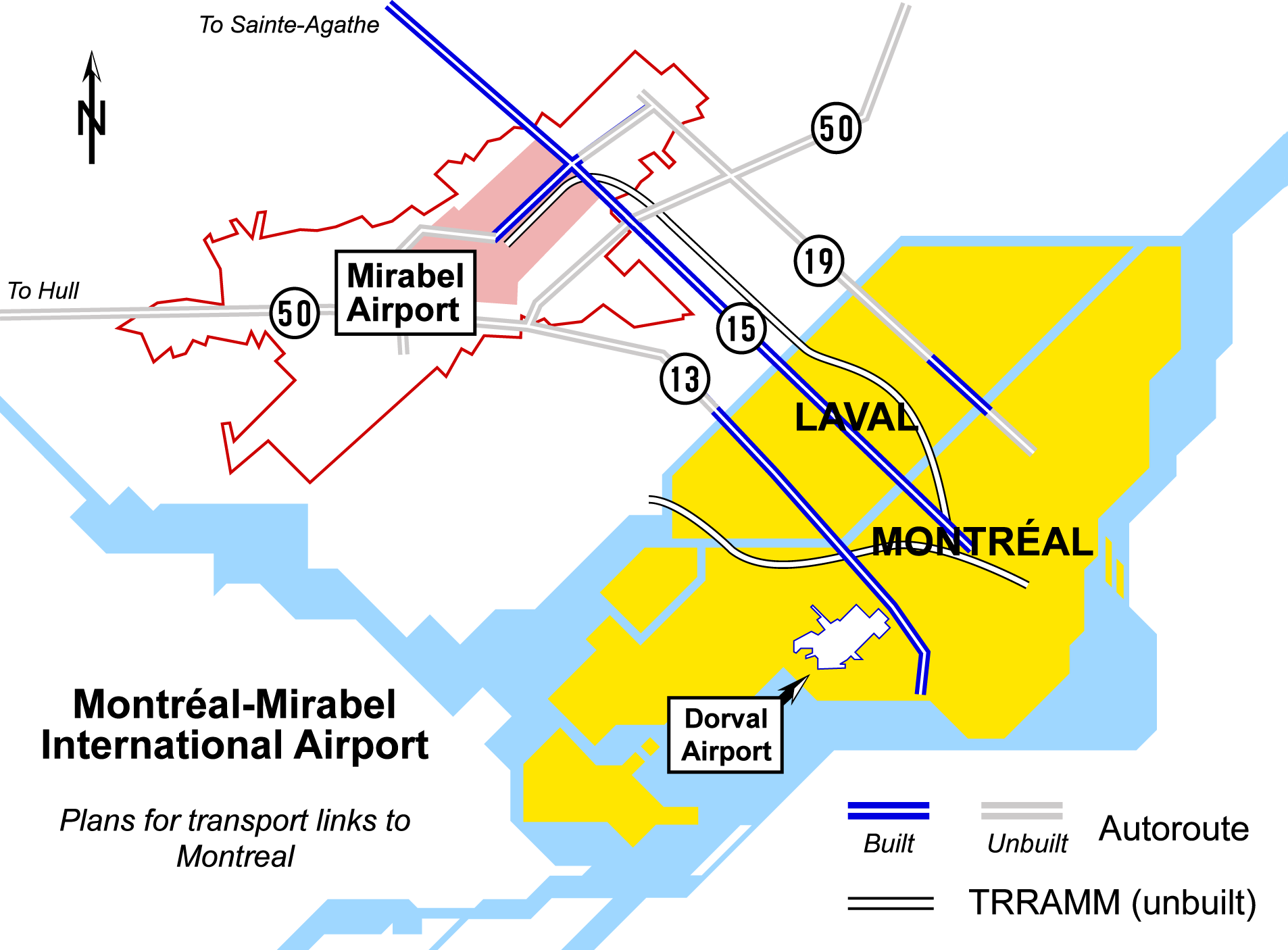
Plan initial des autoroutes dans la région de Mirabel.

Le premier tronçon de l'A-50, d'une longueur de 6 kilomètres, fut mis en service en 1975 pour contourner la ville de Lachute, facilitant ainsi l'accès à l'aéroport Mirabel depuis l'Outaouais et l'est ontarien. Pendant plusieurs années, cette section de l'autoroute 50 était la seule à l'est de Gatineau.
Dans les années 1990, le gouvernement fédéral céda l'autoroute de desserte de l'aéroport Mirabel au Ministère des Transports du Québec. L'autoroute de desserte, située au nord de l'aéroport, fut incluse à l'A-50, modifiant ainsi les plans initiaux faisant passer l'autoroute au sud de l'aéroport (voir plan ci-contre). Une section de 5 kilomètres du boulevard Mirabel fut également incluse à l'A-50 ; cette section comportait jusqu'en octobre 2016 des intersections à niveau permettant l'accès à l'aéroport et au parc industriel avoisinant. Deux nouvelles sections, à une seule chaussée, furent mises en service, pour relier l'ancien boulevard Mirabel à la route Arthur-Sauvé (route 148), en 1995, puis au tronçon de contournement de Lachute, en 1998.
Au milieu des années 2000, la chaussée est de l'A-50, entre les kilomètres 287 et 289, fut déplacée d'environ 200 mètres vers le nord pour permettre la construction d'un nouvel échangeur, au kilomètre 288, afin de faciliter l'accès à l'usine de Bombardier. L'aire de service, située entre les chaussées, au kilomètre 288, fut convertie en site commercial. L'ancienne chaussée fut utilisée pour le prolongement du boulevard Henri-Fabre vers l'est.

### Mirabel - Joliette
Plus à l'est, entre Saint-Esprit et Joliette, la route 158 était anciennement numérotée A-50, et ce, jusqu'à l'abandon du projet de construction de l'autoroute jusqu'à Joliette, dans les années 1980. D'ailleurs, celle-ci possède un échangeur autoroutier complet avec l'A-31. Dans les années 1970, des travaux avaient été entrepris pour construire une seconde chaussée à la route 158 et la transformer en autoroute. Ce projet a été annulé en cours de réalisation. De nombreuses traces de ces travaux inachevés sont toujours visibles. D'ailleurs, plusieurs cartes routières récentes montrent, à tort, que la route 158 est à double chaussées entre Crabtree et Joliette.
| Kilomètre | Kilomètre                             | Année       | Notes |
| --------- | ------------------------------------- | ----------- | --- |
| 134 à 135 | 134 à 135                             | 1988        | De la rue Montcalm à A-5. |
| 135 à 139 | 135 à 139                             | 1977        | De l'A-5 à Route 148, Boulevard Maloney |
| 139 à 166 | 139 à 166                             | 1986        | De la Route 148, Boulevard Maloney à la Route 315, Chemin de Masson                                                                                                  |
| 166 à 174 | Chaussée est                          | 2004-12-09  | De la Route 315, Chemin de Masson à la Route 309, Chemin Doherty |
| 166 à 174 | Chaussée ouest                        |             | |
| 174 à 187 | Chaussée est                          | 2008-11-10  | De la Route 309, Chemin Doherty à la Route 317 |
| 174 à 187 | Chaussée ouest                        |             | |
| 187 à 205 | Une chaussée*                         | 2012-11-26, | De la R-317 à la R-321 (*Comprend deux courtes sections à deux chaussées séparées par un muret de type Jersey)                                                       |
| 187 à 205 | Deuxième chaussées                    |             | |
| 205 à 206 | Chaussée est                          | 2012-08-15  | De la R-321 à la R-323 |
| 205 à 206 | Chaussée ouest                        | 2012-08-15  | De la R-321 à la R-323 |
| 206 à 210 |                                       | 2012-08-15  | De la R-321 à la R-323 |
| 210 à 212 | 210 à 212                             | 2011-10-28  | De la R-323 au chemin Avoca |
| 212 à 226 | Chaussée est                          | 2011-10-28  | De la R-323 au chemin Avoca |
| 212 à 226 | Chaussée ouest                        |             | |
| 226 à 239 | Chaussée est Chaussée ouest au km 233 | 2011-08-19, | Chemin Avoca à la R-344, Chemin Scotch |
| 239 à 254 | Chaussée est                          | 2008-10-31  | De la R-344, Chemin Scotch à la R-148, Route du Canton |
| 239 à 254 | Chaussée ouest                        |             | |
| 254 à 260 | 254 à 260                             | 1975        | De la R-148, Route du Canton à la R-329, Chemin Béthany |
| 260 à 265 | Chaussée est                          |             | |
| 260 à 265 | Chaussée ouest                        | 1998        | De la R-329, Chemin Béthany à la R-148, Route Arthur-Sauvé |
| 265 à 272 | Chaussée est                          | 1998        | De la R-329, Chemin Béthany à la R-148, Route Arthur-Sauvé |
| 265 à 272 | Chaussée ouest                        |             | |
| 272 à 280 | Chaussée est                          | 1995        | De la R-148, Route Arthur-Sauvé au chemin Saint-Simon |
| 272 à 280 | Chaussée ouest                        |             | |
| 280 à 285 | Chaussée est                          | 1975        | Du chemin Saint-Simon à l’accès à l’aéroport (cette section, avec l'actuel chemin Saint-Simon, entre l'A-50 et la route 148, constituait l'ancien boulevard Mirabel) |
| 280 à 285 | Chaussée ouest                        |             | |
| 285 à 293 | 285 à 293                             | 1975        | De l’accès à l’aéroport à R-117, Boulevard du Curé-Labelle |

## Sécurité et projet de route à quatre voies
Puisqu'une bonne partie du tracé de l'autoroute a une configuration de chaussée unique à deux voies, la 50 peut poser des risques à la sécurité. Plusieurs accidents y sont répertoriés chaque année. De nombreux automobilistes québécois évitent cette route et préfèrent conduire en Ontario en raison de craintes de subir un accident. Selon Radio-Canada, des propositions de citoyens de construire une autoroute à quatre voies remontent aux années 1970, certains citoyens déplorant à l'époque que le projet de construire une chaussée unique à deux voies équivaudrait à construire une « route à vaches ». En 2022, le gouvernement de la Coalition Avenir Québec a promis de construire une route à quatre voies. Toutefois, en juin 2025, le projet est mis sur pause en raison de problèmes de budget.

## Liste des sorties
| MRC                                                             | Municipalité             | km                                                                            | Sortie | Destinations                                                               | Notes |
| --------------------------------------------------------------- | ------------------------ | ----------------------------------------------------------------------------- | ------ | -------------------------------------------------------------------------- | --- |
| Gatineau                                                        | Gatineau                 | 0,00                                                                          | —      | Rue Montcalm                                                               | Intersection à niveau |
| Gatineau                                                        | Gatineau                 | 0,30                                                                          | 134    | R-148 ouest (Boulevard des Allumettières)                                  | Sortie direction ouest, entrée direction est; indiqué sortie 134-O (ouest) et 134-E (est); terminus ouest du multiplex avec la R-148 |
| Gatineau                                                        | Gatineau                 | 1,30–2,30                                                                     | 135    | A-5 (Autoroute de la Gatineau) – Gatineau (Centre-ville), Ottawa, Maniwaki | Sortie 2 de l'A-5 |
| Gatineau                                                        | Gatineau                 | 3,50                                                                          | 138    | R-307 (Rue Saint-Louis) – Cantley                                          | |
| Gatineau                                                        | Gatineau                 | 4,70                                                                          | 139    | R-148 est (Boulevard Maloney)                                              | Sortie direction est, entrée direction ouest; terminus est du multiplex avec la R-148                                                |
| Gatineau                                                        | Gatineau                 | 4,80                                                                          | 140    | R-148 est (Boulevard Maloney) / Boulevard de La Gappe                      | R-148 est (Boulevard Maloney) indiqué en direction ouest seulement                                                                   |
| Gatineau                                                        | Gatineau                 | 6,80                                                                          | 141    | Boulevard de La Vérendrye                                                  | Sortie direction est, entrée direction ouest                                                                                         |
| Gatineau                                                        | Gatineau                 | 11,10                                                                         | 145    | Montée Paiement                                                            | |
| Gatineau                                                        | Gatineau                 | 13,70                                                                         | 147    | Boulevard Labrosse                                                         | |
| Gatineau                                                        | Gatineau                 | 16,40                                                                         | 150    | R-366 (Boulevard Laurain) – Val-des-Monts                                  | |
| Gatineau                                                        | Gatineau                 | 20,10                                                                         | 154    | Boulevard de l'Aéroport – Aéroport de Gatineau                             | |
| Gatineau                                                        | Gatineau                 | 25,70                                                                         | 159    | Avenue des Laurentides – L'Ange-Gardien                                    | |
| Gatineau                                                        | Gatineau                 | 31,10                                                                         | 165    | Rue Georges                                                                | Sortie direction est, entrée direction ouest                                                                                         |
| Gatineau                                                        | Gatineau                 | 31,90                                                                         | 166    | R-315 (Chemin de Masson / Avenue de Buckingham) vers R-148                 | |
| Gatineau                                                        | Gatineau                 | 36,40                                                                         | 171    | Chemin Lépine                                                              | |
| Les Collines-de-l'Outaouais                                     | L'Ange-Gardien           | 39,80                                                                         | 174    | R-309 nord / Chemin Doherty – L'Ange-Gardien, Mont-Laurier                 | |
| Les Collines-de-l'Outaouais                                     | L'Ange-Gardien           | Transition de 4 à 2 voies (direction est) et de 2 à 4 voies (direction ouest) |        |                                                                            | |
| Papineau                                                        | Thurso                   | 52,50                                                                         | 187    | R-317 – Thurso, Ripon                                                      | |
| Papineau                                                        | Plaisance                | 62,80                                                                         | 197    | Montée Papineau – Plaisance                                                | |
| Papineau                                                        | Papineauville            | 70,30                                                                         | 205    | R-321 – Papineauville, Saint-André-Avellin                                 | |
| Papineau                                                        | Papineauville            | Transition de 2 à 4 voies (direction est) et de 4 à 2 voies (direction ouest) |        |                                                                            | |
| Papineau                                                        | Notre-Dame-de-Bonsecours | 76,20                                                                         | 210    | R-323 – Montebello, Mont-Tremblant                                         | |
| Papineau                                                        | Notre-Dame-de-Bonsecours | Transition de 4 à 2 voies (direction est) et de 2 à 4 voies (direction ouest) |        |                                                                            | |
| Papineau                                                        | Fassett                  | 82,70                                                                         | 216    | Fassett                                                                    | |
| Argenteuil                                                      | Grenville-sur-la-Rouge   | 92,30                                                                         | 226    | Chemin Avoca – Grenville-sur-la-Rouge, Harrington                          | |
| Argenteuil                                                      | Grenville-sur-la-Rouge   | 99,60                                                                         | 233    | Chemin Kilmar – Grenville-sur-la-Rouge, Harrington                         | |
| Argenteuil                                                      | Grenville-sur-la-Rouge   | 105,70                                                                        | 239    | R-344 est vers R-148 / Chemin Scotch – Grenville, Hawkesbury               | |
| Argenteuil                                                      | Brownsburg-Chatham       | 118,20                                                                        | 252    | Brownsburg-Chatham                                                         | |
| Argenteuil                                                      | Brownsburg-Chatham       | Transition de 2 à 4 voies (direction est) et de 4 à 2 voies (direction ouest) |        |                                                                            | |
| Argenteuil                                                      | Brownsburg-Chatham       | 120,30                                                                        | 254    | R-148 (Rue Principale) – Lachute                                           | |
| Argenteuil                                                      | Lachute                  | 124,20                                                                        | 258    | R-327 (Avenue Argenteuil) – Saint-André-d'Argenteuil                       | |
| Argenteuil                                                      | Lachute                  | 126,30                                                                        | 260    | R-329 (Chemin Béthanie) – Lachute (Centre-ville), Mirabel (Saint-Hermas)   | Mirabel (Saint-Hermas) indiqué en direction est seulement                                                                            |
| Argenteuil                                                      | Lachute                  | Transition de 4 à 2 voies (direction est) et de 2 à 4 voies (direction ouest) |        |                                                                            | |
| Mirabel                                                         | Mirabel                  | 138,60                                                                        | 272    | R-148 (Boulevard Arthur-Sauvé) – Saint-Eustache, Mirabel (Saint-Hermas)    | Mirabel (Saint-Hermas) indiqué en direction ouest seulement                                                                          |
| Mirabel                                                         | Mirabel                  | 145,20                                                                        | 279    | Saint-Colomban, Mirabel (Saint-Canut, Sainte-Scholastique)                 | |
| Mirabel                                                         | Mirabel                  | 150,20                                                                        | 285    | Boulevard Henri-Fabre O. / Fret Cargo                                      | Indiqué sortie 285-N (nord) et 285-S (sud) en direction ouest                                                                        |
| Mirabel                                                         | Mirabel                  | Transition de 2 à 4 voies (direction est) et de 4 à 2 voies (direction ouest) |        |                                                                            | |
| Mirabel                                                         | Mirabel                  | 152,80                                                                        | 288    | Boulevard Henri-Fabre                                                      | |
| Mirabel                                                         | Mirabel                  | 156,20–157,90                                                                 | 292    | A-15 (Autoroute des Laurentides) – Saint-Jérôme, Montréal                  | Indiqué sortie 292-N (nord) et 292-S (sud); sortie 35 de l'A-15                                                                      |
| Mirabel                                                         | Mirabel                  | 158,30                                                                        | —      | R-117 (Boulevard Curé-Labelle) – Saint-Jérôme, Mirabel (Saint-Janvier)     | Intersection à niveau |
| - Terminus de multiplex - Accès incomplet - Transition de route |                          |                                                                               |        |                                                                            | |